# Jean-Philippe Genevois
Pour les articles homonymes, voir Genevois.

a Compétitions nationales et continentales officielles uniquement.

Dernière mise à jour le 20 juin 2020.
Jean-Philippe Genevois, né le 3 février 1987 au Creusot, est un joueur français de rugby à XV qui joue au poste de talonneur.

## Biographie
Jean-Philippe Genevois annonce mettre un terme à sa carrière professionnelle en avril 2021.

## Statistiques en équipe nationale
- Équipe de France A : Coupe des Nations Roumanie 2009. Churchill Cup États-Unis 2010. 6 sélections: Italie A, Roumanie, Écosse A, Uruguay, Canada, États-Unis
- Équipe de France -21 ans : 2 sélections en 2007 : Angleterre, Écosse
- Équipe de France -19 ans : Coupe du monde 2006 à Dubaï, 5 sélections (Afrique du Sud, Irlande, Argentine, Australie, Angleterre)
- Équipe de France -18 ans : 4 sélections en 2005 (Pays de Galles, Écosse, Angleterre, Irlande).  Tournée Chili/Argentine été 2004

## Palmarès
- Finaliste Top 14 2012
- Finaliste Challenge européen 2009.
- Champion de France Reichel : 2007 face à Pau. 2006 face au RC Narbonne
- Vice-Champion de France Crabos 2006